# Un amor de juventud
Un amor de juventud (Un amour de jeunesse) es una película dramática de 2011 escrita y dirigida por Mia Hansen-Løve y protagonizada por Lola Créton, Sebastian Urzendowsky y Magne-Håvard Brekke. La película obtuvo una mención especial en el Festival Internacional de Cine de Locarno de 2011.

## Trama
La película cuenta la historia de amor entre dos jóvenes adolescentes, Camille y Sullivan, cuya difícil relación sobrevive en el tiempo y en la distancia. Se conocen en París, en el invierno de 1999, cuando ella tiene apenas quince años y él diecinueve. Poco a poco, ella se obsesiona con su pareja, al que define como "el amor de su vida", mientras que Sullivan abandona sus estudios y prepara con otros amigos un viaje por Latinoamérica de al menos 10 meses de duración. Las cartas de Sullivan, que al principio llegan asiduamente, de pronto dejan de llegar. Quiere darse un tiempo para crecer como persona. Mientras, la triste Camille continúa sus estudios y pasa a cursar Arquitectura. Pasados unos años, ella intima con un profesor de la facultad, y parece que la vida le sonríe. Un buen día, pasados muchos años, Camille reconoce a la madre de Sullivan en un autobús. Le dice que su hijo está en la ciudad. Retoman la relación allí donde se quedó, pero sus intereses son ahora bien distintos. Camille no es la misma persona, mientras Sullivan parece continuar buscándose a sí mismo.